# 혈종
혈종(血腫, hematoma)은 수술을 포함한 질병이나 상해로 인한 혈관 밖 국부 출혈이며 상해를 입은 모세혈관로부터 혈액이 계속 침투하는 일이 수반된다. 혈종은 양성 질환이다. 멍은 10밀리미터를 초과하는 피부의 혈종이다.
피부와 기타 장기, 연결 조직, 뼈, 관절, 근육, 기타 등등 수많은 곳 내부와 사이에서 발생할 수 있다.
피부나 내부 장기 내 혈관의 비정상적인 성장 증상인 혈관종과는 구별한다.

## 같이 보기
- 혈관종